# 背角无齿蚌
背角无齿蚌（学名：Sinanodonta woodiana），又称圆蚌、田蚌，是蚌科中华无齿蚌属的一個淡水貽貝雙殼類軟體動物物種。

## 形態描述
外形具有角突的卵圆形壳，稍膨胀，前端圆，后端略呈斜截形，壳后背部有三条粗肋；无绞合齿。
背角无齿蚌常在水底稍微張開蚌殼，濾食流過的藻類和有机碎屑，為重要的河川生物指標，革條田中鰟鮍及高體鰟鮍這兩種魚類都仰賴背角无齿蚌作為繁殖場所。
高體鰟鮍依賴水中的巨型淡水河蚌及河蜆作為寄主，在貝內的鰓瓣上產卵。繁殖季時革條田中鰟鮍的雌魚會由細長的產卵管將卵產在本物種的蚌殼及斧足中的隙縫，卵受精後於內孵化。

## 分佈
背角无齿蚌在東亞是原生物種，生活於溫帶及熱帶的淡水地域，有見於中国大陆的長江及黑龍江流域，台湾、韩国等地。雖然在印尼某些島嶼亦有其踪影，但不認為是當地原生物種。在東亞以外的地區，有見於中歐的奧地利、克羅地亞、捷克的波希米亞地區和摩拉維亞地區not evaluated (NE)、斯洛伐克，東歐的匈牙利、波蘭、羅馬尼亞、塞爾維亞及烏克蘭，還有西歐的比利時、法國、德國、意大利及西班牙。在中美洲的哥斯達尼加及多明尼加共和國亦有見其踪影。

## 生態及棲息地
背角无齿蚌當成長至12-14歲時，其尺寸可達30厘米。然而，這些物種在其第一年生命時就已經可以繁殖，儘管只有3-4厘米的大小。
背角无齿蚌是一種具有高淤泥耐受性的物種，平常栖息在江河、湖沼等淡水環境中，但也見於沟渠中。因此，當這些物種隨着下水道流進受污染的河道，牠們往往比當地的原生物種更能適應惡劣的環境，繼而入侵原生物種的生存環境。目前本物種已對歐洲的淡水貽貝構成影響。

## 外部連結
- . FolBiolKraków: 91 （波兰语）.
- http://www.mollbase.de/list/index.php?aktion=zeige_taxon&id=1015 （页面存档备份，存于）
- Article in Italian about colonies expanding in lake Verbano with picture. （页面存档备份，存于）